# فرمانداری الیزابت‌پل
فرمانداری الیزابت‌پل (انگلیسی: Elizavetpol Governorate) یک فرمانداری در تحت‌الحمایگی قفقاز امپراتوری روسیه که مرکز آن شهر الیزابت‌پل بود این فرمانداری ۴۴٬۲۹۶٫۱۵ کیلومتر مربع مساحت و در سال ۱۹۱۶ بالغ بر ۱٬۲۷۵٬۱۳۱ تن جمعیت داشت.